# Louis Chaillot
Louis Chaillot (* 2. März 1914 in Chaumont; † 30. Januar 1998 in Aubenas) war ein französischer Bahnradsportler.
Zweimal startete Louis Chaillot bei Olympischen Spielen und errang insgesamt drei Medaillen: 1932 in Los Angeles errang er Silber im Sprint und Gold im Tandemrennen gemeinsam mit Maurice Perrin, 1936 Bronze im Sprint.
1937 trat Chaillot zu den Profis über und wurde im selben Jahr französischer Meister im Sprint. 1944 sowie 1946 wurde er französischer Meister im Steherrennen sowie 1946 Dritter der Steher-Weltmeisterschaft. Zudem errang er mehrfach Podiumsplätze bei französischen Meisterschaften.